# Aron Jóhannsson
Aron Jóhannsson (ur. 10 listopada 1990 w Mobile) – amerykański piłkarz islandzkiego pochodzenia występujący na pozycji napastnika w Knattspyrnufélagið Valur, reprezentant Stanów Zjednoczonych w latach 2013–2015.

## Kariera klubowa
Rozpoczynał swoją karierę w Ungmennafélagið Fjölnir, z którego w 2010 roku trafił do Aarhus GF z Danii. W ciągu trzech lat strzelił w jego barwach 23 gole w 65 spotkaniach. Na początku 2013 roku przeszedł do AZ Alkmaar. Wywalczył z tym klubem Puchar Holandii za sezon 2012/13. W sierpniu 2015 podpisał czteroletni kontrakt z SV Werderem Brema. W 2019 podpisał umowę z Hammarby IF. Ze szwedzkim klubem rozstał się wraz z końcem 2020 r. 12 lutego 2021 związał się roczną umową z Lechem Poznań.

## Kariera reprezentacyjna
W latach 2011–2012 zanotował 10 występów w reprezentacji Islandii U-21. W 2012 roku otrzymał powołanie do seniorskiej reprezentacji Islandii na mecze z reprezentacjami Albanii i Szwajcarii, jednak zmuszony był opuścić zgrupowanie z powodu kontuzji.
W 2013 roku przyjął od selekcjonera Jürgena Klinsmanna powołanie do reprezentacji Stanów Zjednoczonych. Zadebiutował w niej 14 sierpnia 2013 roku w towarzyskim meczu z reprezentacją Bośni i Hercegowiny, który został rozegrany w Sarajewie (4−3). Wystąpił na Mistrzostwach Świata Brazylia 2014 oraz w Złotym Pucharze CONCACAF 2015, którego współgospodarzami były Kanada i Stany Zjednoczone.

## Sukcesy
AZ Alkmaar
- Puchar Holandii: 2012/13

## Statystyki kariery

### Klubowe
| Klub               | Sezon              | Liga               | Liga    | Liga   | Puchar kraju | Puchar kraju | Puchar ligi | Puchar ligi | Kontynentalne | Kontynentalne | Łącznie | Łącznie |
| Klub               | Sezon              | Poziom             | Występy | Bramki | Występy      | Bramki       | Występy     | Bramki      | Występy       | Bramki        | Występy | Bramki  |
| ------------------ | ------------------ | ------------------ | ------- | ------ | ------------ | ------------ | ----------- | ----------- | ------------- | ------------- | ------- | ------- |
| Fjölnir            | 2008               | Úrvalsdeild        | 3       | 0      | 0            | 0            | –           | –           | –             | –             | 3       | 0       |
| Fjölnir            | 2009               | Úrvalsdeild        | 16      | 1      | 1            | 0            | 5           | 0           | –             | –             | 22      | 1       |
| Fjölnir            | 2010               | 1. deild karla     | 18      | 12     | 3            | 4            | 5           | 1           | –             | –             | 26      | 17      |
| Fjölnir            | Łącznie            | Łącznie            | 37      | 13     | 4            | 4            | 10          | 1           | 0             | 0             | 51      | 18      |
| Aarhus GF          | 2010/11            | 1. division        | 17      | 2      | 1            | 0            | –           | –           | –             | –             | 18      | 2       |
| Aarhus GF          | 2011/12            | Superligaen        | 30      | 7      | 2            | 1            | –           | –           | –             | –             | 32      | 8       |
| Aarhus GF          | 2012/13            | Superligaen        | 18      | 14     | 0            | 0            | –           | –           | 2             | 0             | 20      | 14      |
| Aarhus GF          | Łącznie            | Łącznie            | 65      | 23     | 3            | 1            | –           | –           | 2             | 0             | 70      | 24      |
| AZ Alkmaar         | 2012/13            | Eredivisie         | 5       | 3      | 0            | 0            | –           | –           | –             | –             | 5       | 3       |
| AZ Alkmaar         | 2013/14            | Eredivisie         | 32      | 17     | 4            | 6            | 1           | 1           | 14            | 2             | 51      | 26      |
| AZ Alkmaar         | 2014/15            | Eredivisie         | 21      | 9      | 3            | 0            | 1           | 1           | 0             | 0             | 25      | 10      |
| AZ Alkmaar         | Łącznie            | Łącznie            | 58      | 29     | 7            | 6            | 2           | 2           | 14            | 2             | 81      | 39      |
| Werder Brema       | 2015/16            | Bundesliga         | 6       | 2      | 0            | 0            | –           | –           | –             | –             | 6       | 2       |
| Werder Brema       | 2016/17            | Bundesliga         | 9       | 1      | 0            | 0            | –           | –           | –             | –             | 9       | 1       |
| Werder Brema       | 2017/18            | Bundesliga         | 12      | 1      | 2            | 1            | –           | –           | –             | –             | 14      | 2       |
| Werder Brema       | 2018/19            | Bundesliga         | 1       | 0      | 0            | 0            | –           | –           | –             | –             | 1       | 0       |
| Werder Brema       | Łącznie            | Łącznie            | 28      | 4      | 2            | 1            | –           | –           | 0             | 0             | 30      | 5       |
| Hammarby IF        | 2019               | Allsvenskan        | 10      | 0      | 0            | 0            | –           | –           | –             | –             | 10      | 0       |
| Hammarby IF        | 2020               | Allsvenskan        | 22      | 12     | 3            | 3            | –           | –           | 2             | 0             | 27      | 15      |
| Hammarby IF        | Łącznie            | Łącznie            | 32      | 12     | 3            | 3            | –           | –           | 2             | 0             | 37      | 15      |
| Lech Poznań        | 2020/21            | Ekstraklasa        | 9       | 2      | 1            | 0            | –           | –           | 0             | 0             | 2       | 2       |
| Łącznie w karierze | Łącznie w karierze | Łącznie w karierze | 228     | 83     | 20           | 15           | 12          | 3           | 18            | 2             | 267     | 103     |

### Reprezentacyjne
| Reprezentacja     | Rok     | Występy | Bramki |
| ----------------- | ------- | ------- | ------ |
| Stany Zjednoczone | 2013    | 6       | 1      |
| Stany Zjednoczone | 2014    | 3       | 1      |
| Stany Zjednoczone | 2015    | 10      | 2      |
| Łącznie           | Łącznie | 19      | 4      |